# Meisenheimer-komplex
A szerves kémiában a Meisenheimer-komplex vagy Jackson–Meisenheimer-komplex elektronszívó csoportot tartalmazó aromás szénhidrogén és nukleofil addíciós reakciója során keletkező adduktum. Az aromás nukleofil szubsztitúció reaktív köztitermékei, de stabil és izolálható Meisenheimer sók is ismertek.

## Felfedezése
Az ilyen típusú komplexek kezdeti megfigyelései a 19. század vége felé történtek. 1886-ban Janovski intenzív ibolyaszínt figyelt meg, amikor meta-dinitrobenzolt alkoholos lúgoldattal kevert össze. 1895-ben Lobry de Bruyn vizsgált egy vörös színű anyagot, amely trinitrobenzol és kálium-hidroxid metanolban végzett reakciójában keletkezett. 1900-ban Jackson és Gazzolo trinitroanizolt és nátrium-metoxidot reagáltatott, és a termékre kinoidális szerkezetet javasolt.
1902-ben Jakob Meisenheimer megfigyelte, hogy a reakciótermék megsavanyításával visszanyerte a kiindulási anyagot.
A három elektronszívó csoport esetén a kinoidális modell szerint a komplex negatív töltése az egyik nitrocsoporton lokalizálódik. Kevésbé elektronszegény aromás rendszer esetén a töltés az egész gyűrűn oszlik el (az 1. ábrán a jobb oldali szerkezet).
Egy vizsgálatban egy  Meisenheimer-arént (4,6-dinitrobenzofuroxánt) reagáltattak egy erősen elektronküldő arénnel (1,3,5-trisz(N-pirrolidinil)benzol), melynek során ikerionos Meisenheimer–Wheland-komplex keletkezett. A σ-komplex (Wheland-komplex) ellentétes töltésű, az aromás elektrofil szubsztitúció reaktív köztiterméke.
A komplex szerkezetét NMR-spektroszkópiával igazolták.

## Janovski-reakció
A Janovski-reakció 1,3-dinitrobenzol és enolizálható keton Meisenheimer-adduktumot eredményező reakciója. Felhasználható m-dinitrovegyületek kimutatására.

## Zimmermann-reakció
A Zimmermann-reakcióban a Janovski-adduktumot bázisfelesleggel erősen színes enoláttá oxidálják, majd ezt követően a dinitro vegyületet nitroaminná redukálják. Ez a reakció az alapja a ketoszteroidok kimutatásának (Zimmermann-reakció).

## Fordítás
Ez a szócikk részben vagy egészben  a   Meisenheimer complex című angol Wikipédia-szócikk ezen változatának fordításán alapul.  Az eredeti cikk szerkesztőit annak laptörténete sorolja fel. Ez a jelzés csupán a megfogalmazás eredetét és a szerzői jogokat jelzi, nem szolgál a cikkben szereplő információk forrásmegjelöléseként.